# (4842) Atsushi
(4842) Atsushi es un asteroide perteneciente al cinturón de asteroides, descubierto el 21 de noviembre de 1989 por Seiji Ueda y el astrónomo Hiroshi Kaneda desde el Kushiro Marsh Observatory, Hokkaido, Japón.

## Designación y nombre
Designado provisionalmente como 1989 WK. Fue nombrado Atsushi en honor al astrónomo japonés Atsushi Takahashi residente en Kitami, que hace observaciones de los planetas y los cometas de menor importancia como miembro de un grupo llamado `Hokkaido Shougakusei Suisei Kaigi '.

## Características orbitales
Atsushi está situado a una distancia media del Sol de 2,250 ua, pudiendo alejarse hasta 2,604 ua y acercarse hasta 1,897 ua. Su excentricidad es 0,157 y la inclinación orbital 2,468 grados. Emplea 1233 días en completar una órbita alrededor del Sol.

## Características físicas
La magnitud absoluta de Atsushi es 13,5. Tiene 4,596 km de diámetro y su albedo se estima en 0,4.